# Suzan Borst
Suzan Borst is een Nederlandse onderzoeksjournaliste, redacteur en programmamaakster die werkt voor radio en televisie. 

## Biografie
Na haar opleiding was ze vanaf 1999 eindredacteur voor Corp Online en Avanta Magazine en deed redactiewerk voor financieel-economisch magazine FEM Business en Emerce.
Vanaf 2008 was Suzan Borst researcher voor het radioprogramma Argos. Als freelancer werkte ze vanaf 2011 als journalist en programmamaker voor onder andere de VPRO, NTR, NRC, Adformatie, Tijdschrift voor Marketing en Zembla (VARA). Vanaf 2013 werkte zij voor Zembla als researcher. 
Borst was jurylid van De Tegel, gecommitteerde bij mondelinge journalistiekeindexamens van de Hogeschool van Utrecht en bestuurslid van het netwerk Vrouw & Media.

## Erkenning
In 2009 maakte ze met Irene Houthuijs de reportage Corporatie in crisis: SGGB voor het radioprogramma Argos. Woningbouwcorporatie SGGB uit Hoofddorp richtte zich speciaal op de doelgroep senioren. Mede door de opnames kwam aan het licht dat de directie van de corporatie te veel financiële risico's had genomen door voor eigen ondernemer te spelen. Als oplossing had de directie het plan opgevat om een deel van de bezittingen te verkopen. De reportage werd in 2010 beloond met De Tegel in de categorie 'Radio Achtergrond. 